# Man Mohan Adhikari
Man Mohan Adhikari (nepali: मन मोहन अधिकारी), född 20 juni 1920, död 26 april 1999 i Kathmandu, Nepal, var en nepalesisk kommunistisk politiker.
Han studerade i Varanasi, Indien, Under studietiden deltog han i Quit India Movement och fängslades av britterna. 1949 var han med om att grunda Nepals kommunistiska parti. Som premiärminister 1994–1995 representerade han kommunistpartiet UML (Unified Marxist-Leninist). Efter Adhikaris död leddes UML av Madhav Kumar Nepal.